# Thorold Dickinson
Thorold Barron Dickinson, född 16 november 1903 i Bristol, död 14 april 1984 i Oxford, var en brittisk filmregissör. På Dickinsons meritlista som filmregissör återfinns bland annat Gasljus från 1940, samt 1952 års Hemlig agent i vilken en 22-årig Audrey Hepburn hade sin första stora biroll som ballerinan Nora Brentano.
På senare år har Dickinsons produktion erhållit vitsord inom filmkåren. Den amerikanske filmregissören Martin Scorsese beskrev Dickinson som "en unikt intelligent, passionerad konstnär... de växer inte på träd."

## Filmografi i urval
- Arsenalmysteriet (1939)
- Gasljus (1940)
- Spader dam (1949)
- Hemlig agent (1952)